# Cratyna subalpina
Cratyna subalpina är en tvåvingeart som beskrevs av Werner Mohrig och Boris Mamaev 1990. Cratyna subalpina ingår i släktet Cratyna och familjen sorgmyggor. Inga underarter finns listade i Catalogue of Life.